# Ozero Gribno (sjö i Vitryssland)
Ozero Gribno (ryska: Озеро Грибно) är en sjö i Belarus.   Den ligger i voblasten Vitsebsks voblast, i den norra delen av landet, 230 km nordost om huvudstaden Minsk. Ozero Gribno ligger 140 meter över havet. Arean är 0,60 kvadratkilometer. Den sträcker sig 1,1 kilometer i nord-sydlig riktning, och 1,3 kilometer i öst-västlig riktning.
I omgivningarna runt Ozero Gribno växer i huvudsak blandskog. Runt Ozero Gribno är det glesbefolkat, med 14 invånare per kvadratkilometer.